# Eupithecia leucoprora
Eupithecia leucoprora es una especie de polilla de la familia Geometridae. La especie fue descrita por primera vez por Louis Beethoven Prout en 1958 con distribución en Nueva Guinea. Habita con endemismo alturas de 5000 a 7000 pies (1524,0 a 2133,6 m) en El Monte Goliath al oeste de Papúa Nueva Guinea.

## Descripción
Es una polilla pequeña con una envergadura de 20 a 24 milímetros (0,8 a 0,9 plg). Las antenas son muy finamente ciliadas. El palpo es ligeramente menor que el diámetro del ojo. La hembra se distingue por tener un palpo de color crema uniforme. La frente, cabeza, tórax y abdomen son color crema muy ligeramente veteados de negro. El ala anterior es ocre oliva con el área medial densamente veteada de negro. La mancha celular es negra, mientras que los flecos son crema con negro.